# Okręg wyborczy Tyneside
Okręg wyborczy Tyneside powstał w 1885 r. i wysyłał do brytyjskiej Izby Gmin jednego deputowanego. Okręg obejmował konurbację Tyneside w północno-wschodniej Anglii. Został zlikwidowany w 1918 r.

## Deputowani do brytyjskiej Izby Gmin z okręgu Tyneside
- 1885–1886: Albert Grey, Partia Liberalna
- 1886–1892: Wentworth Beaumont, Partia Liberalna
- 1892–1900: Joseph Pease, Partia Liberalna
- 1900–1906: Hugh Crawford Smith
- 1906–1918: John Mackinnon Robertson, Partia Liberalna